# Slessor Peak
Slessor Peak är en bergstopp i Antarktis. Den ligger i Västantarktis. Argentina, Chile och Storbritannien gör anspråk på området. Toppen på Slessor Peak är 2 370 meter över havet.
Terrängen runt Slessor Peak är kuperad åt nordväst, men åt sydost är den platt. Slessor Peak är den högsta punkten i trakten. Trakten är obefolkad. Det finns inga samhällen i närheten.